# Microchilus machalillae
Microchilus machalillae är en orkidéart som beskrevs av Paul Ormerod. Microchilus machalillae ingår i släktet Microchilus och familjen orkidéer. Inga underarter finns listade i Catalogue of Life.